# خوسيه ميغيل فرنانديز
خوسيه ميغيل فرنانديز هو لاعب كرة قاعدة كوبي، ولد في 27 مايو 1988 في كولون (كوبا) في كوبا.

## وصلات خارجية
- خوسيه ميغيل فرنانديز على موقع دوري كرة القاعدة الرئيسي (الإنجليزية)
- خوسيه ميغيل فرنانديز على موقع دوري كوريا الجنوبية لكرة القاعدة (الإنجليزية)
- خوسيه ميغيل فرنانديز على موقعبيزبول رفرنس.كوم (الدوري الرئيسي) (الإنجليزية)
- خوسيه ميغيل فرنانديز على موقعبيزبول رفرنس.كوم (الدوري الثانوي) (الإنجليزية)
- خوسيه ميغيل فرنانديز على موقع إي إس بي إن.كوم (أم.أل.بي) (الإنجليزية)
- خوسيه ميغيل فرنانديز على موقع مشجعي الرسوم البيانية (الإنجليزية)